# Erica Durance
Erica Durance (født 21. juni 1978) er en canadisk skuespiller. Hun er bedst kendt for sin rolle som Lois Lane i tv-serien Smallville.
Hun er født Calgary, og opvoksede i Three Hills, Alberta. 

## Karriere
Efter at have færdiggjort high school, flyttede Durance til Vancouver, British Columbia, for at forfølge in karriere som professionel skuespiller. Hun fortsatte med at studere skuespil, startende med baggrundsarbejde, dernæst reklamer og til sidst gæsteroller, med bedre roller for hver gang.
I 2004 fik hun en gæsteroller i The Chris Isaak Show hvor hun spillede Ashley, en kvinde der skulle på date med Chris. I Tru Calling, var hendes rolle en deltager i en skønhedskonkurrence overfor Eliza Dushkus rolle. På Sci-Fi Channel, spillede hun en intergalaktisk bibliotekar i Andromeda og i Stargate SG-1 spillede hun en kvinde Teal'c forelskede sig i. Hun spillede også en søster til en af hovedpersonerne i den canadiske tv-serie The Collector. 
Durance er nok bedst kendt for sin rolle som Lois Lane i WB (nu CW) serien Smallville. Hun var en fast gæstestjerne i fjerde sæson (2004-05) og fik en fast rolle fra og med sæson fem til sæson ni (2005-09).
Durance medvirkede i The Howard Stern Show i september 2004 efter hun allerede havde indspillet flere episoder af Smallville. Hun har også medvirket i flere film hvor hun er blevet krediteret som Erica Parker, bl.a. horrorfilmen, House of the Dead (2003), hvori hun optræder topløs.

## Ægteskab
Parker var efternavnet på hendes første ægtemand, hvilket hun tog som sit eget da hun giftede sig med Wesley Parker i 1996; de blev separeret i 2001 og skilt.
Durance giftede sig for anden gang 8. januar 2005, med den canadiske skuespiller David Palffy. De bor i Vancouver.

## Filmografi
- Robin Hood: Beyond Sherwood (tv-film fra 2009) som Lady Marion
- Final Verdict (tv-film fra 2008) som Assistant District Attorney
- Sleeping with the Lion (film fra 2009) som Chandler Vick
- Ecstasy (TBD) som Heather
- I Me Wed (tv-film fra 2007) som Isabel
- The Butterfly Effect 2 (film fra 2006) som Julie Miller
- Island Heat: Stranded (tv-film fra 2006) som Carina
- House of the Dead (film fra 2003) som Johanna
- Devil Winds (tv-film fra 2003) som Kara Jensen
- The Untold (film fra 2002) som Tara Knowles

### Tv-optrædener
- Smallville som Lois Lane (2004—)
- Tru Calling som Angela Todd i "Drop Dead Gorgeous" (EP#1.13)
- Andromeda som Amira i "Time Out of Mind" (EP#4.20)
- Stargate SG-1 som Krista James i "Affinity" (EP#8.7)
- The Collector som Rachel Slate i "Another Collector" (EP#1.13)
- The Chris Isaak Show som Ashley i "Let the Games Begin" (EP#3.3)
- The Howard Stern Show som hende selv (21. august 2004)
- 111 Gramercy Park (2003) som Maddy i "Pilot" (EP#1.1/unaired)
- Kokanee Beer Glacier Girls (200?) som Glacier Girl (flere reklamer)